# 紅河ハニ棚田

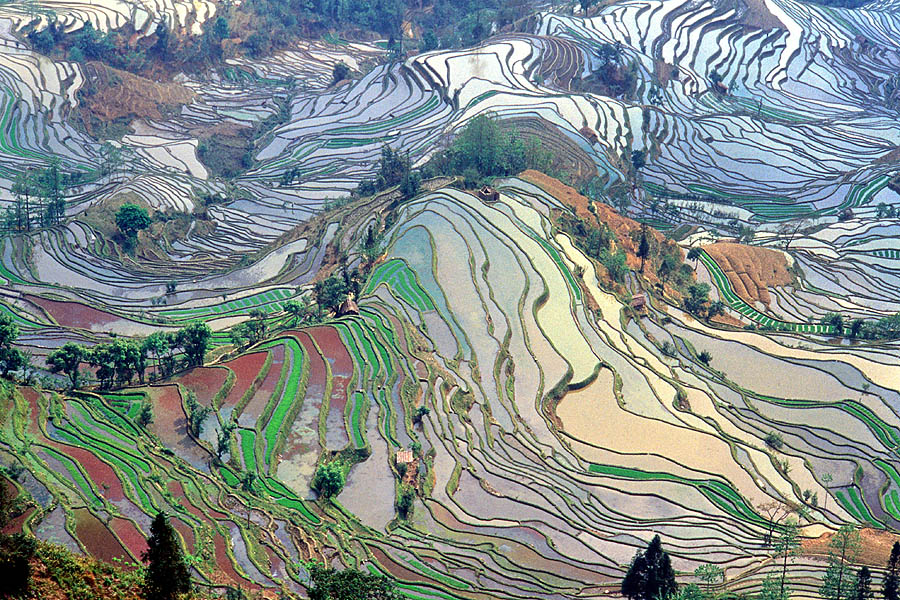
元陽県の棚田

紅河ハニ棚田（こうがハニたなだ、中国語: 紅河哈尼梯田）は、中華人民共和国雲南省紅河ハニ族イ族自治州内に広がる棚田群。

## 概説
紅河南岸の哀牢山中にあり、元陽県を中心に紅河県・緑春県・金平県など複数の県に及ぶ。総面積約54000ヘクタールで、最大標高1800メートル、最大勾配75度の斜面にまで築かれている。この地に移住してきたハニ族の人々が8世紀頃から営々とつくり広げ、反の数は5000以上ある。国連食糧農業機関（FAO）により世界農業遺産に認定された世界最大の棚田群である。
世界一の棚田を1300年かけて築き上げたのは、少数民族・ハニ族の人々である。他民族に追われ奥深いこの地にたどり着いた彼らは、気の遠くなるような労力で山肌を耕し、独自の灌漑技術と農法を磨いてきた。一毛作で200日ほどかけてゆっくり育つ米は栄養豊富。森や霧など自然を巧みに利用した棚田は、一つの巨大な循環システムでもある。ハニ族が独自に稲作を始め棚田を築いたように紹介したが、水稲耕作は水の確保と収穫時の水はけを両立しないといけないため最初は棚田方式から始まったと考えられるからである。
棚田が所在する山々の山頂には神聖なる森林があり、斜面には灌漑用の用水路システムが広がる。作る米の主な品種は赤米で、スイギュウ、ウシ、アヒル、魚類、タウナギ、タニシの生息およびニワトリとブタの糞からなる有機質肥料を利用する複合農業が行われる。一帯のハニ族の村人は日干しレンガで作られる藁葺きの寄棟造のきのこ状の家に住む。
紅河ハニ棚田があるうちの一つ、元陽・アジャカ村は標高約1880mにあり、2024年現在約60世帯500人ほどが暮らす。家の屋根は藁ぶきである。

## 世界遺産
2011年に中華人民共和国が世界遺産に推薦した。世界遺産委員会の諮問機関であるICOMOSは2013年に「登録」を勧告し、同年6月22日にカンボジアのプノンペンで開催されていた第37回世界遺産委員会にて正式登録された。

### 登録基準
世界遺産委員会でも勧告がそのまま受け入れられたので、この世界遺産は世界遺産登録基準のうち、以下の条件を満たし、登録された（以下の基準は世界遺産センター公表の登録基準からの翻訳、引用である）。
- (3) 現存するまたは消滅した文化的伝統または文明の、唯一のまたは少なくとも稀な証拠。
- (5) ある文化（または複数の文化）を代表する伝統的集落、あるいは陸上ないし海上利用の際立った例。もしくは特に不可逆的な変化の中で存続が危ぶまれている人と環境の関わりあいの際立った例。